# 奈良県道118号御所高取線
奈良県道118号御所高取線（ならけんどう118ごう ごせたかとりせん）は、奈良県御所市から高市郡高取町に至る一般県道である。

## 概要
御所市大字三室から高市郡高取町大字車木に至る。

### 路線データ
- 起点：御所市大字三室（三室交差点、国道23号交点）
- 終点：高市郡高取町大字車木（郡界橋東詰交差点、奈良県道35号橿原高取線交点、奈良県道133号戸毛久米線上）

## 路線状況

### 重複区間
- 奈良県道133号戸毛久米線（御所市大字柏原 - 高市郡高取町大字車木・郡界橋東詰交差点（終点））

### 道路施設

#### 橋梁
- 加茂柳田橋（柳田川、御所市）
- 豊年橋（葛城川、御所市）
- 掖上（わきがみ）橋（満願寺川、御所市）
- 郡界橋（曽我川、御所市 - 高市郡高取町）

### 交通データ
- 道路交通センサスによる本道路の自動車交通量と幅員構成については以下の通り（平成22年（2010年）度時点）[1]。

| 交通調査地点 | 昼間12時間交通量合計 | 24時間交通量合計 | 道路部幅員 | 車道部幅員 | 車道幅員 |
| ------------ | -------------------- | ---------------- | ---------- | ---------- | -------- |
| 御所市柏原   | 4,259台              | 5,494台          | 7.00 m     | 6.00 m     | 6.00 m   |

## 地理

### 通過する自治体
- 奈良県
  - 御所市 - 高市郡高取町

### 交差する道路
| 交差する道路                                                | 市町村名 | 市町村名 | 交差する場所 | 交差する場所            |
| ----------------------------------------------------------- | -------- | -------- | ------------ | ----------------------- |
| 国道24号 国道168号 重複                                     | 御所市   | 御所市   | 大字三室     | 三室交差点 / 起点       |
| 奈良県道162号御所停車場線                                   | 御所市   | 御所市   | 南中町       | 豊年橋交差点            |
| 奈良県道116号大和高田御所線 奈良県道212号玉手茅原線         | 御所市   | 御所市   | 大字玉手     | 玉手交差点              |
| 奈良県道133号戸毛久米線 重複区間起点                        | 御所市   | 御所市   | 大字柏原     |                         |
| 奈良県道35号橿原高取線 奈良県道133号戸毛久米線 重複区間終点 | 高市郡   | 高取町   | 大字車木     | 郡界橋東詰交差点 / 終点 |

### 交差する鉄道
- 和歌山線

### 沿線
- 奈良県立青翔中学校・高等学校
- 御所市立掖上小学校